# Cratere Goya
Goya  è un cratere d'impatto presente sulla superficie di Mercurio, a 6,78° di latitudine sud e 152,15° di longitudine ovest. Il suo diametro è pari a 138 km.
Il cratere è stato battezzato dall'Unione Astronomica Internazionale in onore del pittore spagnolo Francisco Goya.